# Crowborough
Crowborough é uma cidade rica e paróquia civil no distrito de Wealden , em East Sussex , Inglaterra. Situa-se em Weald , na orla da Floresta Ashdown , na área de grande beleza natural de High Weald . Fica a 7 milhas (11 km) a sudoeste de Royal Tunbridge Wells e 33 milhas (53 km) ao sul de Londres . Tem ligações rodoviárias e ferroviárias e é servida por uma Câmara Municipal. É a cidade mais populosa do interior em East Sussex, com mais de 20.000 habitantes.

## História
Várias derivações para o nome da cidade foram apresentadas.  Os primeiros documentos locais fornecem os nomes Crohbergh, Crowbergh, Croweborowghe, Crowbarrow e Crowboro. Croh em inglês antigo significava açafrão ou cor amarelo-ouro, e berg significava colina. Gorse cresce em profusão na área de Crowborough Beacon, e suas flores amarelas podem muito bem ter contribuído para o significado.
Em 1734, Sir Henry Fermor, um benfeitor local, legou dinheiro para uma igreja e escola de caridade para o benefício do "povo muito ignorante e pagão" que vivia na parte de Rotherfield "em ou perto de um lugar chamado Crowborough and Ashdown Forest".  A igreja, dedicada a Todos os Santos , e a escola primária ainda sobrevivem hoje.
A ferrovia chegou em 1868, levando ao crescimento significativo da cidade. Em 1880, a cidade havia crescido tanto que a paróquia eclesiástica de Todos os Santos foi separada da de St Denys, Rotherfield.
No final do século 19, Crowborough foi promovido como um resort de saúde com base em sua elevação, nas colinas e na floresta circundante. Os agentes imobiliários até a chamaram de "Escócia em Sussex". O campo de golfe da cidade foi inaugurado em 1895, seguido por um corpo de bombeiros e hospital em 1900.
De 1942 a 1982, um local perto de Crowborough hospedou notáveis transmissores de rádio, incluindo o transmissor Aspidistra durante a Segunda Guerra Mundial e, após a guerra, o Serviço Externo da BBC transmite para transmissores europeus.

## Governança
Crowborough tornou-se uma paróquia eclesiástica em 1880: anteriormente fazia parte de Rotherfield . Uma paróquia civil foi estabelecida em 6 de abril de 1905; a junta de freguesia foi rebatizada como Câmara Municipal em 24 de maio de 1988.
Até 2012, Crowborough compartilhou a sede do Wealden District Council com Hailsham , 14 milhas (22 km) ao sul. O Conselho transferiu todas as suas operações para Hailsham em 2012  embora o Conselho do Condado de East Sussex ainda opere um serviço de biblioteca no edifício Pine Grove. Em julho de 2014, a Crowborough Community Association fez uma oferta para comprar Pine Grove para manter a biblioteca e desenvolver o resto do edifício como um "centro empresarial".

## Geografia
Crowborough está localizado na parte norte de East Sussex, a cerca de 6 quilômetros (4 milhas) da fronteira do condado com Kent . A cidade fica a 57 quilômetros (35 milhas) ao sul do centro de Londres . As cidades principais mais próximas são Royal Tunbridge Wells , 12 quilômetros (7 milhas) ao nordeste; Brighton , 34 quilômetros (21 milhas) ao sudoeste; e Crawley , 26 quilômetros (16 milhas) a oeste. A cidade do condado de Lewes fica a 24 quilômetros (15 milhas) a sudoeste.
A cidade está localizada no extremo leste da Floresta Ashdown , uma antiga área de charneca aberta protegida por sua importância ecológica e que foi o cenário das histórias de AA Milne sobre o Ursinho Pooh .
O ponto mais alto da cidade está 242 metros acima do nível do mar. Este cume é o ponto mais alto de High Weald e o segundo ponto mais alto em East Sussex (o mais alto é o Ditchling Beacon ). Sua altura relativa é de 159 m, o que significa que Crowborough se qualifica como um dos Marilyns da Inglaterra . O cume não está marcado no solo.
A cidade cresceu a partir de uma série de vilas e aldeias anteriormente separadas, incluindo Jarvis Brook, Poundfield, Whitehill, Stone Cross e Alderbrook, Sweet Haws e Steel Cross.

## Transporte
A estrada principal que atravessa Crowborough é a A26 , que atravessa o centro da cidade. De Crowborough, a A26 segue para nordeste até Mereworth via Tunbridge Wells e Tonbridge. Ao sul, segue para Newhaven , via Uckfield e Lewes.
Duas estradas B atravessam a cidade. O B2100 começa na junção com a A26 (Crowborough Cross) e segue para o leste até Lamberhurst via Jarvis Brook, Rotherfield, Mark Cross e Wadhurst . O B2157 Green Lane é uma curta ligação entre Steel Cross e Crowborough Hill, dentro da cidade.
A estação ferroviária de Crowborough está localizada em Jarvis Brook, na parte inferior de Crowborough Hill. Os trens circulam na linha Oxted, operada pela Southern , fornecendo uma conexão direta com London Bridge , East Croydon , Edenbridge e Uckfield . O tempo de viagem até a London Bridge é de aproximadamente uma hora.
Um serviço regular de ônibus passa pela cidade, ligando-a a Brighton e Tunbridge Wells.

## Educação
Crowborough tem uma escola secundária, Beacon Academy , seis [ esclarecimentos necessários ] escolas primárias listadas abaixo e duas escolas preparatórias independentes .
- Ashdown Primary School
- Escola (controlada) da High Hurstwood Church of England
- Jarvis Brook County Primary School
- Escola (auxiliada) da Igreja de São João da Inglaterra
- Escola Católica Romana de Santa Maria
- Sir Henry Fermor (auxiliado) Escola da Igreja da Inglaterra
- Grove Park School

A Whitehill Infant School e a Herne Junior School fundiram-se em setembro de 2015 para criar a escola primária Ashdown completa [ esclarecimentos necessários ]

## Mídia
O jornal local é o Kent and Sussex Courier publicado em Tunbridge Wells. Propriedade do editor de jornal regional Local World , há seis edições do jornal, incluindo uma edição de Sussex.  South East Today é o programa de notícias da televisão regional da BBC que atende Kent e Sussex. Em 2014, um site de notícias local ( Hyperlocal ) chamado CrowboroughLife.com foi criado por Stephan Butler.

## Saúde
Crowborough Hospital é um pequeno hospital com uma maternidade dirigida por uma parteira. Ele foi ameaçado de fechamento várias vezes, mas os serviços ainda são oferecidos, em parte devido a uma forte campanha local.  Os serviços não relacionados com maternidade são prestados nos hospitais de Pembury e Haywards Heath .

## Esporte e lazer

### Equipes e associações esportivas [ editar fonte ]
O principal clube de futebol da cidade é o Crowborough Athletic FC , que fica no Crowborough Community Stadium e atualmente joga no The Southern Counties East Premier.  Jarvis Brook FC, fundado em 1888, comanda quatro times seniores, o mais alto dos quais joga na Mid Sussex Football League Premier Division.
Crowborough Rugby Football Club venceu a promoção das ligas Sussex em 2006 e agora joga na divisão London South 2.
O Crowborough Tennis and Squash Club tem nove quadras de tênis externas para todos os climas e quatro quadras de squash , além de oferecer raquete e outras atividades esportivas. O clube compete nas ligas do condado de Sussex tanto no tênis quanto no squash. O Clube está aberto ao público para as modalidades Pay and Play de tênis, squash e raquete. Há também uma série de eventos sociais, de questionários a música ao vivo.
Crowborough Netball é um clube de treinamento formado, com a ajuda da Câmara Municipal de Crowborough, em 2013. O clube treina crianças e adultos desde os novos no jogo até jogadores da liga no Crowborough Leisure Centre, no Green Lane Gym da Beacon Academy e na quadra ao ar livre Goldsmiths. O clube organiza jogos e competições amistosas e divertidas para todas as idades.
O primeiro grupo de escoteiros de Crowborough compreende 3 seções de castores , 3 filhotes e 3 escoteiros .

### Recreação [ editar fonte ]
Crowborough tem vários campos de recreação, incluindo Goldsmiths Recreation Ground, que foi cedido à freguesia por proprietários privados em 1937. O conselho municipal desde então comprou terras adicionais e transformou o terreno em um centro de recreação. Existe um centro desportivo com piscina; um lago com barcos; e uma ferrovia em miniatura.
Crowborough Common é um antigo comum que cobre mais de 220 acres, ou cerca de 90 hectares, ao qual foi concedido ao público o direito legal de acesso "para a obtenção de ar e exercício" em 1936.  O comum é propriedade de Crowborough Beacon Golf Clube. A maioria dos comuns são charnecas e bosques. Em 2012, o Conselho Distrital de Wealden recusou a permissão para que o clube de golfe construísse um novo estacionamento na floresta no parque, após uma campanha envolvendo residentes locais e organizações, incluindo a Open Spaces Society.  Em 1 de fevereiro de 2013, o Clube notificou a DEFRA para revogar o acordo da Seção 193 que regia o direito do público de acesso ao Comum. Em 7 de fevereiro de 2013, o DEFRA confirmou a revogação dos direitos. Por razões de saúde e segurança, entre as quais o resultado de um processo judicial conhecido como o caso do 'Castelo de Nidry' membros do público são solicitados a seguir caminhos públicos oficiais e passarelas para mitigar o possível incidência de acidentes e lesões. O clube, entretanto, está em consulta com o Conselho do Distrito de Wealden e outras partes interessadas para tentar realocar algumas trilhas para torná-las mais seguras para o público que as utiliza. Além disso, para dar melhor acesso ao comum para o público, o clube está procurando maneiras de introduzir algumas vias permissivas para dar acesso a áreas não servidas por caminhos públicos. O clube, com a ajuda do Natural England, embarcou em um programa de 10 anos para restaurar o máximo possível das charnecas, de modo que este ambiente ameaçado seja preservado para as gerações futuras.  Adjacente ao 4º fairway está um memorial a nove soldados canadenses do Regimento Lincoln e Welland que foram mortos por uma bomba voadora em 5 de julho de 1944.
Crowborough Country Park é uma reserva natural de 16 acres (6 hectares) localizada na parte sul de Crowborough. O parque era anteriormente uma pedreira de argila que servia a Crowborough Brickworks, que fechou em 1980. A topografia do local é uma evidência de seu passado industrial. O local da olaria foi transformado em uma propriedade industrial e habitacional de Farningham Road na área de Osborne Road. Por quase 30 anos a pedreira foi deixada para a regeneração natural e a população local a usava para brincadeiras informais, com histórias de nadar nos lagos e perder botas de Wellington nas áreas úmidas do local. Em 2008, a Câmara Municipal de Crowborough adquiriu o local para desenvolvê-lo para uso informal [ esclarecimento necessário ]recreação e também para aumentar a biodiversidade do local. Em 2008 começaram as obras no Country Park, com uma via de pedra e pontes instaladas. O local foi declarado Reserva Natural Local em 2009, garantindo a gestão futura do local para o benefício da vida selvagem e para as pessoas desfrutarem de recreação tranquila.
Os Crowborough Players, fundados em 1933, são o grupo de teatro da comunidade residente no salão de 300 lugares no Crowborough Community Centre (inaugurado em junho de 2012). Depois de descansar entre 2009 e 2011, o grupo foi relançado em 2012 e tem mais de 100 membros [maio de 2014]. Os jogadores apresentaram a primeira pantomima comunitária da cidade, Cinderela , em dezembro de 2012, seguida por Dick Whittington em dezembro de 2013 (50 atores, 28 dançarinos e 126 pessoas envolvidas na produção).

## Pessoas notáveis
Sir Arthur Conan Doyle (1859–1930), o autor dos romances e contos de Sherlock Holmes , viveu em Windlesham Manor em Crowborough durante os últimos 23 anos de sua vida.
Ele se mudou para Crowborough de Surrey em 1907 quando se casou com sua segunda esposa, cuja família morava ao lado em Little Windlesham.  Windlesham Manor é agora um lar de idosos.
Sir Arthur foi um ex-capitão do Crowborough Beacon Golf Club em 1910 e Lady Conan Doyle foi Ladies Captain em 1911. [ carece de fontes? ]
Conan Doyle foi inicialmente enterrado verticalmente no terreno da mansão, mas mais tarde enterrado com sua primeira esposa em Minstead em New Forest .  Sua estátua fica em Crowborough Cross, no centro da cidade.
Um festival Sherlock Holmes foi realizado em Crowborough por vários anos consecutivos em meados da década de 1990, supostamente atraindo até 25.000 visitantes.
Conan Doyle é comemorado na cidade por meio de nomes de ruas como Watson Way e Sherlock Shaw, e Conan Way.
Outras pessoas notáveis de Crowborough incluem:
- Tom Baker , (nascido em 1934), ator, desempenhou o papel do quarto Doctor em Doctor Who
- Dirk Bogarde , (1921-1999), ator e escritor
- Robert Henry Cain , VC, (1909–1974), único sobrevivente da Batalha de Arnhem a receber a Cruz Vitória.
- James Dagwell (nascido em 1974), jornalista britânico, atualmente apresentador da BBC News
- Tom Driberg , Baron Bradwell (1905–1976), jornalista, político, membro do Partido Comunista Britânico
- Sir EE Evans-Pritchard , antropólogo social.
- Dylan Hartley , jogador do England Rugby Union
- David Jason (nascido em 1940), ator
- Richard Jefferies (1848-1887), escritor e naturalista
- Jehst (William Shields) (nascido em 1979), artista de hip hop
- Kerry Katona , ator e cantor
- Ross Kemp , o ator, interpretou Grant Mitchell na novela Eastenders
- Derek Rayner, Baron Rayner , ex-CEO da rede de lojas de departamentos Marks & Spencer .
- Isaac Roberts (1829–1904), engenheiro, pioneiro na astrofotografia de nebulosas
- Piers Sellers (1955-2016), astronauta da NASA
- Tony Stratton-Smith , gerente das bandas de rock Genesis e Van der Graaf Generator
- Norman Thorne (c.1902–1925), criador de galinhas condenado pelo "assassinato da corrida de galinha" de Crowborough.
- Sir Tim Waterstone , fundador da rede de livrarias Waterstones .
- Kim Woodburn , apresentadora de televisão
- Cate Blanchett , atriz australiana ganhadora do Oscar
- Kevin Brownlow , cineasta e historiador do cinema
- Kirsty Barton , jogador de futebol de Brighton e Hove Albion

## Cultura popular
A cidade é a designação territorial no título do Duque de Crowborough (retratado por Charlie Cox ) no primeiro episódio do show Downton Abbey .  Cox cresceu nas proximidades da cidade.

## Tradições locais
Um evento importante no calendário da cidade é a celebração anual da Noite de Guy Fawkes em 5 de novembro. Uma média de 5.000 pessoas visitam o Goldsmiths Recreation Ground para este evento do conselho municipal. As doações noturnas são tradicionalmente coletadas pelo Lions Clube local e agora também pelo Rotary Club, e doadas à instituição de caridade do prefeito.
No entanto, isso é ofuscado pela noite de carnaval, que leva toda a cidade às ruas no segundo sábado de setembro. Este é administrado pela Bonfire and Carnival Society da cidade. Trata-se de uma festa na Chapel green durante o dia, seguida de um desfile de tochas liderado pela princesa do carnaval à noite, com várias sociedades de fogueiras de Sussex que se juntam à marcha pelas ruas. A noite culmina com uma fogueira em Chapel Green ou, às vezes, fogos de artifício no Goldsmiths Recreation Ground. As coleções de rua são recebidas durante a noite e são doadas a cerca de seis instituições de caridade locais diferentes a cada ano. Em média, a sociedade arrecada cerca de £ 2.000 a £ 3.000 por ano. Esta tradição remonta a cerca de 70 anos e faz parte da Sussex Bonfire Tradition, cujo maior evento é a Lewes Bonfire celebrações em 5 de novembro.
A Câmara Municipal também organiza uma feira de verão e uma feira de Natal. Um dia divertido de verão é organizado pela Câmara de Comércio de Crowborough, e o Hospital Crowborough tem uma festa todos os feriados bancários de agosto.
Há um mercado de agricultores no quarto sábado do mês.  e um mercado francês realizado como parte do Dia de Diversão da Câmara de Comércio em junho.  Além disso, nos últimos anos, o dia de Sussex foi celebrado em 16 de junho com uma pequena festa na Capela Verde
De acordo com a lenda local, Jarvis Brook Road é assombrada por um saco de fuligem. A bolsa espectral persegue as pessoas que caminham pela estrada à noite.

## Cidades gêmeas
A cidade está geminada com:
- Montargis , França
- Horwich , Grande Manchester , Inglaterra

Em 22 de abril de 1990, Crowborough e Horwich se tornaram as primeiras cidades da Inglaterra a serem geminadas com outras cidades inglesas.
https://imgur.com/9NTwyQx